# Meioneta discolor
Meioneta discolor là một loài nhện trong họ Linyphiidae.
Loài này thuộc chi Meioneta. Meioneta discolor được Alfred Frank Millidge miêu tả năm 1991.